# Erkki Pystynen
Erkki Topias Pystynen, född 2 november 1929 i Heinola, är en finländsk professor emeritus och politiker (samlingspartist). Han var professor i kommunalpolitik vid Tammerfors universitet från 1972 till 1992 (tjänstledig 1975–1991). Han var universitets vicerektor 1969–1974 och efterträdde Jaakko Uotila som universitetsrektor från 1 januari 1975. På grund av sina statliga uppdrag lämnade han dock rektorstjänsten senare samma år.
Pystynen valdes till riksdagsledamot för Tavastehus läns norra valkrets i 1975 års val. Han tjänstgjorde som riksdagsman i 16 år. Efter 1983 års riksdagsval utsåg president Mauno Koivisto Pystysen till regeringssonderare. Sonderingarna misslyckades och senare kunde en regering bildas under socialdemokraten Kalevi Sorsas ledning. Pystynen valdes dock till riksdagens talman för perioden 1983–1987. Han var den första samlingspartisten som var riksdagens talman på över 50 år. Den senaste samlingspartist som varit talman var Paavo Virkkunen 1929–1930.
I 1987 års riksdagsval segrade Samlingspartiet och kom under Harri Holkeris ledning i regeringsställning för första gången på 21 år; Pystynen kom emellertid inte att ingå i ministären. Efter 1991 års val lämnade han riksdagen och återvände till sin professur. Han gick i pension 1992.
Vid sidan av riksdagen var Pystynen länge aktiv inom lokalpolitiken i Tammerfors. Vid 1984 års kommunalval var han riksdagens talman och avgick från stadsfullmäktige. I följande val återkom Pystynen och var åter fullmäktig 1989–1996. Efter det var han ersättare i ytterligare fyra år. Pystynen deltog inte i kommunalvalet på hösten 2000 och drog sig tillbaka från politiken vid 71 års ålder.